# Gavez
Gavez es un pueblo del municipio de Kruševac, Serbia. Según el censo de 2002, el pueblo tiene una población de 140 personas. 